# Collecephalus hemerocallidis
Collecephalus hemerocallidis är en svampart som beskrevs av J.A. Spencer 1972. Collecephalus hemerocallidis ingår i släktet Collecephalus, divisionen sporsäcksvampar och riket svampar.   Inga underarter finns listade i Catalogue of Life.